# Lista trenerów Dynama Kijów
Pełna lista trenerów Dynama Kijów.
| Imię i nazwisko                                | Kraj     | Sezony jako trener    | Sukcesy |
| ---------------------------------------------- | -------- | --------------------- | --- |
| Mychajło Towarowski                            |          | 09.1935–12.1937       | |
| Wołodymyr Fomin                                |          | 01.1938–12.1938       | |
| Mychajło Peczeny                               |          | 01.1939–08.1940       | |
| Michaił Butusow                                |          | 09.1940–06.1941       | |
| Mykoła Machynia                                |          | 01.1944–03.1945       | |
| Lew Korczebokow                                |          | 04.1945–05.1946       | |
| Anton Idzkowski                                |          | 05.1946–06.1946       | |
| Boris Apuchtin                                 |          | 06.1946–12.1946       | |
| Michaił Butusow                                |          | 01.1947–12.1947       | |
| Kostiantyn Szczehocki                          |          | 01.1948–07.1948       | |
| Michaił Suszkow                                |          | 08.1948–12.1948       | |
| Michaił Okuń                                   |          | 01.1949–12.1949       | |
| Jewgienij Fokin                                |          | 01.1950–12.1950       | |
| Oleg Oszenkow                                  |          | 01.1951–12.1956       | Puchar ZSRR: 1954 |
| Wiktor Szyłowski                               |          | 01.1957–12.1958       | |
| Oleg Oszenkow                                  |          | 01.1959–07.1959       | |
| Wiaczesław Sołowjow                            |          | 07.1959–12.1962       | Mistrz ZSRR: 1961 |
| Wiktor Tierientjew                             |          | 01.1963-07.1963       | |
| Anatolij Zubrycki                              |          | 07.1963–12.1963       | |
| Wiktor Masłow                                  |          | 01.1964–12.1970       | Mistrz ZSRR: 1966, 1967, 1968 Puchar ZSRR: 1964, 1966                                                                                                 |
| Aleksandr Siewidow                             |          | 01.1971–10.1973       | Mistrz ZSRR: 1971 |
| Walery Łobanowski                              |          | 10.1973–12.1982       | Puchar Zdobywców Pucharów: 1975 Superpuchar UEFA: 1975 Mistrz ZSRR: 1974, 1975, 1977, 1980, 1981 Puchar ZSRR: 1974, 1978, 1982 Superpuchar ZSRR: 1980 |
| Ołeh Bazyłewicz razem z Wałeriejem Łobanowskim |          | 01.1974–12.1975       | Puchar Zdobywców Pucharów: 1975 Superpuchar UEFA: 1975 Mistrz ZSRR: 1974, 1975 Puchar ZSRR: 1974                                                      |
| Jurij Morozow                                  |          | 01.1983–12.1983       | |
| Walery Łobanowski                              |          | 01.1984–09.1990       | Puchar Zdobywców Pucharów: 1986 Mistrz ZSRR: 1985, 1986 Puchar ZSRR: 1985, 1987 Superpuchar ZSRR: 1985, 1986                                          |
| Anatolij Puzacz                                | /        | 09.1990–11.1992       | Mistrz ZSRR: 1990 Puchar ZSRR: 1990 |
| Jożef Sabo                                     | Ukraina  | 11.1992–12.1992       | |
| Mychajło Fomenko                               | Ukraina  | 01.1993–12.1993       | Mistrz Ukrainy: 1993 Puchar Ukrainy: 1993 |
| Jożef Sabo                                     | Ukraina  | 01.1994–12.1994       | Mistrz Ukrainy: 1994 |
| Wołodymyr Onyszczenko                          | Ukraina  | 01.1995–04.1995       | |
| Mykoła Pawłow                                  | Ukraina  | 04.1995–06.1995       | Mistrz Ukrainy: 1995 |
| Jożef Sabo                                     | Ukraina  | 07.1995–12.1996       | Mistrz Ukrainy: 1996 Puchar Ukrainy: 1996 Puchar WNP: 1996                                                                                            |
| Walery Łobanowski                              | Ukraina  | 01.1997–05.2002       | Mistrz Ukrainy: 1997, 1998, 1999, 2000, 2001 Puchar Ukrainy: 1998, 1999, 2000 Superpuchar Ukrainy: 2001 Puchar WNP: 1997, 1998, 2002                  |
| Ołeksij Mychajłyczenko                         | Ukraina  | 05.2002–08.2004       | Mistrz Ukrainy: 2003, 2004 Puchar Ukrainy: 2003 Superpuchar Ukrainy: 2004                                                                             |
| Jożef Sabo                                     | Ukraina  | 08.2004–06.2005       | Puchar Ukrainy: 2005 |
| Łeonid Buriak                                  | Ukraina  | 07.2005–08.2005       | |
| Anatolij Demjanenko                            | Ukraina  | 08.2005–09.2007       | Mistrz Ukrainy: 2007 Puchar Ukrainy: 2006, 2007 Superpuchar Ukrainy: 2006, 2007                                                                       |
| Jożef Sabo                                     | Ukraina  | 09.2007–11.2007       | |
| Ołeh Łużny (p.o.)                              | Ukraina  | 11.2007–12.2007       | |
| Jurij Siomin                                   | Rosja    | 01.2008–05.2009       | Mistrz Ukrainy: 2009 |
| Walerij Gazzajew                               | Rosja    | 06.2009–01.10.2010    | Superpuchar Ukrainy: 2009 |
| Ołeh Łużny (p.o.)                              | Ukraina  | 01.10.2010–22.12.2010 | |
| Jurij Siomin                                   | Rosja    | 23.12.2010–24.09.2012 | Superpuchar Ukrainy: 2011 |
| Ołeh Błochin                                   | Ukraina  | 25.09.2012–16.04.2014 | |
| Serhij Rebrow                                  | Ukraina  | 17.04.2014–31.05.2017 | Mistrz Ukrainy: 2015, 2016 Puchar Ukrainy: 2014, 2015 Superpuchar Ukrainy: 2016                                                                       |
| Alaksandr Chackiewicz                          | Białoruś | 2.06.2017–14.08.2019  | Superpuchar Ukrainy: 2018, 2019 |
| Ołeksij Mychajłyczenko                         | Ukraina  | 15.08.2019–20.07.2020 | Puchar Ukrainy: 2020 |
| Mircea Lucescu                                 | Rumunia  | 23.07.2020–...        | |

Źródło: Wszyscy trenerzy klubu na oficjalnej stronie Dynama Kijów